# Silvester Shkalla
Silvester Shkalla (Tirana, 10 agosto 1995) è un calciatore albanese, difensore del Burreli.

## Carriera

### Club
Il 12 luglio 2015 firma con il Teuta un contratto triennale con scadenza il 30 giugno 2018.

### Nazionale
Debutta con la maglia della nazionale albanese Under-21 il 20 maggio 2016 nella partita amichevole pareggiata per 1 a 1 contro la Repubblica Ceca Under-21. Il 2 settembre 2016 gioca la sua prima partita nelle qualificazioni all'Europeo 2017, persa per 2 a 1 contro la Grecia Under-21.

## Statistiche

### Presenze e reti nei club
Statistiche aggiornate al 28 aprile 2021.
| Stagione        | Squadra         | Campionato      | Campionato | Campionato | Coppe nazionali | Coppe nazionali | Coppe nazionali | Coppe continentali | Coppe continentali | Coppe continentali | Altre coppe | Altre coppe | Altre coppe | Totale | Totale |
| Stagione        | Squadra         | Comp            | Pres       | Reti       | Comp            | Pres            | Reti            | Comp               | Pres               | Reti               | Comp        | Pres        | Reti        | Pres   | Reti   |
| --------------- | --------------- | --------------- | ---------- | ---------- | --------------- | --------------- | --------------- | ------------------ | ------------------ | ------------------ | ----------- | ----------- | ----------- | ------ | ------ |
| 2014-2015       | Dinamo Tirana   | KP              | 26         | 1          | CA              | 1               | 0               | -                  | -                  | -                  | -           | -           | -           | 27     | 1      |
| 2015-2016       | Teuta           | KS              | 28         | 1          | CA              | 6               | 1               | -                  | -                  | -                  | -           | -           | -           | 34     | 2      |
| 2016-2017       | Teuta           | KS              | 25         | 0          | CA              | 3               | 0               | UEL                | 2                  | 0                  | -           | -           | -           | 30     | 0      |
| 2017-2018       | Teuta           | KS              | 31         | 2          | CA              | 5               | 0               | -                  | -                  | -                  | -           | -           | -           | 36     | 2      |
| 2018-2019       | Teuta           | KS              | 19         | 0          | CA              | 4               | 1               | -                  | -                  | -                  | -           | -           | -           | 23     | 1      |
| 2019-gen. 2020  | Teuta           | KS              | 4          | 0          | CA              | 2               | 0               | UEL                | 0                  | 0                  | -           | -           | -           | 6      | 0      |
| Totale Teuta    | Totale Teuta    | Totale Teuta    | 107        | 3          |                 | 20              | 2               |                    | 2                  | 0                  |             | -           | -           | 129    | 5      |
| gen.-giu. 2020  | Bylis Ballsh    | KS              | 16         | 0          | CA              | 6               | 1               | -                  | -                  | -                  | -           | -           | -           | 22     | 1      |
| 2020-2021       | Kastrioti       | KS              | 23         | 1          | CA              | 2               | 1               | -                  | -                  | -                  | -           | -           | -           | 25     | 2      |
| Totale carriera | Totale carriera | Totale carriera | 172        | 5          |                 | 29              | 4               |                    | 2                  | 0                  |             | -           | -           | 203    | 9      |

### Cronologia presenze e reti in nazionale
| Cronologia completa delle presenze e delle reti in nazionale ― Albania under 21 | Cronologia completa delle presenze e delle reti in nazionale ― Albania under 21 | Cronologia completa delle presenze e delle reti in nazionale ― Albania under 21 | Cronologia completa delle presenze e delle reti in nazionale ― Albania under 21 | Cronologia completa delle presenze e delle reti in nazionale ― Albania under 21 | Cronologia completa delle presenze e delle reti in nazionale ― Albania under 21 | Cronologia completa delle presenze e delle reti in nazionale ― Albania under 21 | Cronologia completa delle presenze e delle reti in nazionale ― Albania under 21 |
| Data                                                                            | Città                                                                           | In casa                                                                         | Risultato                                                                       | Ospiti                                                                          | Competizione                                                                    | Reti                                                                            | Note                                                                            |
| ------------------------------------------------------------------------------- | ------------------------------------------------------------------------------- | ------------------------------------------------------------------------------- | ------------------------------------------------------------------------------- | ------------------------------------------------------------------------------- | ------------------------------------------------------------------------------- | ------------------------------------------------------------------------------- | ------------------------------------------------------------------------------- |
| 20-5-2016                                                                       | Zell am See                                                                     | Rep. Ceca under 21                                                              | 1 – 1                                                                           | Albania under 21                                                                | Amichevole                                                                      | -                                                                               |                                                                                 |
| 23-5-2016                                                                       | Mittersill                                                                      | Rep. Ceca under 21                                                              | 1 – 1                                                                           | Albania under 21                                                                | Amichevole                                                                      | -                                                                               | 66’                                                                             |
| 10-8-2016                                                                       | San Benedetto del Tronto                                                        | Italia under 21                                                                 | 0 – 0                                                                           | Albania under 21                                                                | Amichevole                                                                      | -                                                                               | 72’                                                                             |
| 2-9-2016                                                                        | Atene                                                                           | Grecia under 21                                                                 | 2 – 1                                                                           | Albania under 21                                                                | Qual. Europeo Under-21 2017                                                     | -                                                                               | 41’, 42’                                                                        |
| Totale                                                                          |                                                                                 | Presenze                                                                        | 4                                                                               |                                                                                 | Reti                                                                            | 0                                                                               |                                                                                 |